# Podjezierze
Podjezierze – osada leśna wsi Wilkowo w Polsce, położona w województwie lubuskim, w powiecie świebodzińskim, w gminie Świebodzin.
Osada wchodzi w skład sołectwa Wilkowo.
W latach 1975–1998 osada administracyjnie należała do województwa zielonogórskiego.